# Pini, Timiș
Pini este un sat în comuna Victor Vlad Delamarina din județul Timiș, Banat, România.
A fost un cătun al Satului Mic (azi Victor Vlad Delamarina), de care s-a desprins în 1954. S-a format dintr-un nucleu de familii de români specializați în exploatarea lemnului. Populația satului la ultimul recensământ (2011) a fost de 31 de locuitori, în scădere.